# Zoltán Harsányi
Zoltán Harsányi, né le 1er juin 1987 à Senec, est un joueur de football slovaque.
Il évolue au poste d'attaquant.

## Carrière
Zoltán Harsányi commence sa carrière en Slovaquie, avec le Football Club Senec. En 2006, il prêté par le FC Senec au club anglais de Bolton, qui lève ensuite l'option d'achat. Il quitte Bolton en 2010 sans avoir joué le moindre match avec l'équipe première. Il retourne alors dans son pays natal, en s'engageant avec le club du Dunajská Streda.
Il joue ensuite brièvement en Iran, avec l'équipe du Paykan Qazvin FC. De retour en Europe, il joue en Slovaquie et en Hongrie : au Spartak Myjava, au Pécsi Mecsek FC, au Mezőkövesd-Zsóry SE, au Puskás Akadémia FC et au Nyíregyháza Spartacus FC.
Le bilan de sa carrière s'élève à 43 matchs en première division hongroise (5 buts), et 49 matchs en première division slovaque (8 buts).
En 2007, il attire l'attention des médias anglais, en inscrivant un but remarquable à Joe Hart lors d'un match entre les sélections espoirs de Slovaquie et d'Angleterre[réf. nécessaire]. Il joue 12 matchs avec les espoirs, inscrivant 9 buts.